# La Higuerita, Sinaloa
La Higuerita är en ort i Mexiko.   Den ligger i kommunen Navolato och delstaten Sinaloa, i den västra delen av landet, 1 100 km nordväst om huvudstaden Mexico City. La Higuerita ligger 14 meter över havet och antalet invånare är 302.
Terrängen runt La Higuerita är mycket platt. Runt La Higuerita är det ganska tätbefolkat, med 155 invånare per kvadratkilometer. Närmaste större samhälle är Navolato, 7,3 km nordost om La Higuerita. Trakten runt La Higuerita består till största delen av jordbruksmark.